# Franz-Heinrich Jürgens
Franz-Heinrich Jürgens (* 21. September 1924 in Köln; † 17. Juli 1989) war ein deutscher Pädagoge und Politiker (SPD).

## Ausbildung und Beruf
Nach dem Besuch der Volksschule und des Gymnasiums beantragte Franz-Heinrich Jürgens am 9. September 1942 die Aufnahme in die NSDAP und wurde rückwirkend zum 1. September desselben Jahres aufgenommen (Mitgliedsnummer 9.239.625). Er absolvierte ein Studium der Wirtschaftspädagogik. Ab Januar 1953 war er Diplom-Handelslehrer. Er arbeitete als Oberstudienrat an einer kaufmännischen Berufs- und Handelsschule.

## Politik
Franz-Heinrich Jürgens war ab 1969 Ratsmitglied der Gemeinde Hürth. Er war zweiter Vorsitzender des SPD-Ortsvereins Hürth und Mitglied des Landesvorstandes des Diplom-Handelslehrerverbandes.
Vom 24. Juli 1966 bis zum 27. Mai 1975 war er direkt gewähltes Mitglied des 6. und 7. Landtages von Nordrhein-Westfalen für den Wahlkreis 012 Köln-Land I.

## Privates
Hürth lebte in Stommeln, war verheiratet und hatte zwei Kinder.